# Гришин Олексій Ігорович
Олексій Ігорович Гришин (рос. Алексей Игоревич Гришин; 28 вересня 1988, м. Чехов, СРСР) — російський хокеїст, захисник. Виступає за «Металург» (Новокузнецьк) у Континентальній хокейній лізі. 
Вихованець хокейної школи «Витязь» (Чехов). Виступав за «Витязь-2» (Чехов), «Витязь» (Чехов), «Рубін» (Тюмень).